# 24-Stunden-Rennen auf dem Nürburgring 2020

Streckenführung für das 24-Stunden-Rennen

Das 24-Stunden-Rennen auf dem Nürburgring 2020 fand zwischen dem 24. und dem 27. September auf dem Nürburgring statt.
Ursprünglich war die 48. Auflage des 24-Stunden-Rennens auf dem Nürburgring für den 21. bis zum 24. Mai 2020 geplant, wurde allerdings wegen der COVID-19-Pandemie auf Ende September verschoben. Die Gesamtwertung gewann das Team Rowe Racing auf einem BMW M6 GT3 mit dem Niederländer Nicky Catsburg sowie den beiden Briten Alexander Sims und Nick Yelloly am Steuer.
Im Rahmenprogramm wurden unter anderem Rennen der Deutschen Formel-4-Meisterschaft sowie des Tourenwagen-Weltcups veranstaltet. Die Veranstaltung wurde am 24. September durch einen Wertungslauf der Rundstrecken-Challenge Nürburgring eröffnet. Außerdem wurde – wie inzwischen jedes Jahr – auch das Rennen der 24h-Classic über drei Stunden ausgetragen. Bei diesem Rennen nehmen überwiegend Fahrzeuge älterer Baujahre teil, die so auch früher bei 24-Stunden-Rennen am Nürburgring am Start waren.

## Besonderheiten
Wie auch in den Vorjahren ging mit dem Projekt Girls only! Ready to rock the Green Hell des Teams GITI TIRE MOTORSPORT by WS RACING ein reines Frauenteam an den Start. Neben den Fahrerinnen Carrie Schreiner, Laura Kraihamer und Célia Martin bestand auch die Crew – Mechanikerinnen, Ingenieure und Teamleitung – ausschließlich aus Frauen. Nachdem am Sonntagvormittag Célia Martin im Bereich Hatzenbach mit einem schnellen GT3-Fahrzeug kollidierte, musste das Fahrzeug in die Box zurückgeschleppt und repariert werden. Durch den Zeitverlust verlor die Mannschaft die Führung in der Klasse und beendete das Rennen auf dem 72. Gesamtrang und dem dritten Platz in der Klasse SP3T.
Die Britin Charlie Martin, die in einem BMW M240i für Adrenalin-Motorsport an den Start ging, ist die erste Transgender, die am 24-Stunden-Rennen am Nürburgring teilnahm. Sie fuhr den regulären Start, den erneuten Start nach der nächtlichen Unterbrechung und auch die letzte Stunde des Rennens bis zum Zieleinlauf. Am Ende belegte sie mit ihren Teamkollegen Davide Bertello, Lutz Rühl und Jens Bombosch den 52. Gesamtrang und den vierten Platz in ihrer Klasse.

### Folgen der COVID-19-Pandemie
Aufgrund der COVID-19-Pandemie sollte das Rennen komplett ohne Zuschauer stattfinden. Die Veranstalter konnten sich jedoch kurzfristig mit den Behörden einigen, dass bis zu 5000 Fans auf Teilen der Tribünen am Grand-Prix-Kurs erlaubt sind. Die Tribünen öffneten täglich um 7:00 Uhr und mussten vor Mitternacht verlassen werden. Die ursprünglich für 2020 geplanten und im Vorverkauf erworbenen Tickets behielten für 2021 ihre Gültigkeit oder konnten zurückgegeben werden. Für die 5000 Sitzplätze auf den Tribünen mussten separat Eintrittskarten gekauft werden.
Die COVID-19-Pandemie hatte auch Auswirkungen auf das Starterfeld. Mit nur 97 gemeldeten Fahrzeugen nahmen 62 Autos weniger als im Vorjahr teil. Das Starterfeld war eines der Kleinsten in der Geschichte des 24-Stunden-Rennens.
Nach drei positiven Coronatests in der Mannschaft von Manthey-Racing, die beim 24-Stunden-Rennen von Le Mans ein Wochenende zuvor als Werksteam die Porsche 911 RSR einsetzte, zog Porsche alle Werksfahrer vom 24-Stunden-Rennen am Nürburgring zurück. Dies betraf die Rennfahrer Richard Lietz, Patrick Pilet, Romain Dumas, Matt Campbell, Michael Christensen, Kévin Estre, Thomas Preining, Matteo Cairoli und Julien Andlauer. In der Folge wurde der als Grello bekannte Porsche 911 GT3 R von Manthey-Racing zurückgezogen. Ersatzfahrer für weitere Fahrzeuge waren unter anderem die bereits zurückgetretenen Timo Bernhard und Jörg Bergmeister. Porsche reaktivierte kurzfristig diese ehemaligen Werksfahrer, um die Ausfälle wenigstens zum Teil zu kompensieren.

## Zeitplan
Donnerstag, 24. September
| Anfang                   | Ende      | Klasse                     | Programm          | Strecke            |
| ------------------------ | --------- | -------------------------- | ----------------- | ------------------ |
| 8:00 Uhr                 | 12:00 Uhr | RCN Rundstrecken-Challenge | Leistungsprüfung  | Nordschleife       |
| 9:15 Uhr                 | 9:45 Uhr  | Formel 4                   | Freies Training 1 | Grand-Prix-Strecke |
| 10:00 Uhr                | 10:30 Uhr | Formel 4                   | Freies Training 2 | Grand-Prix-Strecke |
| 11:35 Uhr                | 11:50 Uhr | Formel 4                   | Qualifying 1      | Grand-Prix-Strecke |
| 12:30 Uhr                | 14:00 Uhr | 24h-Rennen                 | Qualifying 1      | Gesamtstrecke      |
| 14:30 Uhr                | 15:00 Uhr | FIA WTCR                   | Freies Training 1 | Gesamtstrecke      |
| 15:15 Uhr                | 15:45 Uhr | FIA WTCR                   | Freies Training 2 | Gesamtstrecke      |
| 16:25 Uhr                | 18:15 Uhr | 24h-Classic                | Qualifying        | Gesamtstrecke      |
| 19:00 Uhr                | 19:40 Uhr | FIA WTCR                   | Qualifying        | Gesamtstrecke      |
| 20:30 Uhr                | 23:30 Uhr | 24h-Rennen                 | Qualifying 2      | Gesamtstrecke      |
| Alle Zeitangaben in MEZ. |           |                            |                   |                    |

Freitag, 25. September
| Anfang                   | Ende      | Klasse      | Programm              | Strecke            |
| ------------------------ | --------- | ----------- | --------------------- | ------------------ |
| 8:10 Uhr                 | 8:25 Uhr  | Formel 4    | Qualifying 2          | Grand-Prix-Strecke |
| 9:35 Uhr                 | 9:55 Uhr  | 24h-Classic | Einführungsrunde      | Gesamtstrecke      |
| 9:55 Uhr                 | 12:55 Uhr | 24h-Classic | Rennen (3 Stunden)    | Gesamtstrecke      |
| 13:25 Uhr                | 14:25 Uhr | 24h-Rennen  | Qualifying            | Gesamtstrecke      |
| 15:05 Uhr                | 15:35 Uhr | Formel 4    | Rennen 1 (30 Minuten) | Grand-Prix-Strecke |
| 16:40 Uhr                | 17:20 Uhr | FIA WTCR    | Rennen 1 (3 Runden)   | Grand-Prix-Strecke |
| 17:50 Uhr                | 20:10 Uhr | 24h-Rennen  | Top-Qualifying        | Gesamtstrecke      |
| Alle Zeitangaben in MEZ. |           |             |                       |                    |

Samstag, 26. September
| Anfang                   | Ende      | Klasse     | Programm              | Strecke            |
| ------------------------ | --------- | ---------- | --------------------- | ------------------ |
| 8:25 Uhr                 | 8:55 Uhr  | Formel 4   | Rennen 2 (30 Minuten) | Grand-Prix-Strecke |
| 10:00 Uhr                | 10:37 Uhr | FIA WTCR   | Rennen 2 (3 Runden)   | Gesamtstrecke      |
| 11:15 Uhr                | 12:15 Uhr | 24h-Rennen | Warm-up               | Gesamtstrecke      |
| 13:10 Uhr                | 13:40 Uhr | Formel 4   | Rennen 3 (30 Minuten) | Grand-Prix-Strecke |
| 14:15 Uhr                |           | 24h-Rennen | Startaufstellung      | Gesamtstrecke      |
| 15:10 Uhr                |           | 24h-Rennen | Formationsrunde       | Gesamtstrecke      |
| 15:30 Uhr                |           | 24h-Rennen | Start Rennen          | Gesamtstrecke      |
| Alle Zeitangaben in MEZ. |           |            |                       |                    |

## Ergebnis
| Platz | Nr. | Team                   | Fahrer                                                             | Fahrzeug          | Runden |
| ----- | --- | ---------------------- | ------------------------------------------------------------------ | ----------------- | ------ |
| 1     | 99  | Rowe Racing            | Nicky Catsburg Alexander Sims Nick Yelloly                         | BMW M6 GT3        | 85     |
| 2     | 3   | Audi Sport Team        | Mirko Bortolotti Christopher Haase Markus Winkelhock               | Audi R8 LMS GT3   | 85     |
| 3     | 42  | BMW Team Schnitzer     | Augusto Farfus Jens Klingmann Martin Tomczyk Sheldon van der Linde | BMW M6 GT3        | 85     |
| 4     | 98  | Rowe Racing            | Marco Wittmann Tom Blomqvist Philipp Eng                           | BMW M6 GT3        | 85     |
| 5     | 1   | Audi Sport Team        | Nico Müller Dries Vanthoor Frédéric Vervisch Frank Stippler        | Audi R8 LMS GT3   | 85     |
| 6     | 29  | Audi Sport Team        | Mattia Drudi Christopher Mies René Rast Kelvin van der Linde       | Audi R8 LMS GT3   | 85     |
| 7     | 31  | Frikadelli Racing Team | Lars Kern Mathieu Jaminet Maxime Martin Lance David Arnold         | Porsche 911 GT3 R | 85     |
| 8     | 6   | Mercedes-AMG Team HRT  | Patrick Assenheimer Dominik Baumann Dirk Müller Maro Engel         | Mercedes-AMG GT3  | 85     |
| 9     | 2   | Mercedes-AMG Team HRT  | Hubert Haupt Yelmer Buurman Nico Bastian Philip Ellis              | Mercedes-AMG GT3  | 84     |
| 10    | 44  | FALKEN Motorsports     | Klaus Bachler Sven Müller Peter Dumbreck Martin Ragginger          | Porsche 911 GT3 R | 84     |

### Klassensieger
| Klasse    | Gesamtrang | Startnr. | Team                                           | Fahrer                                                                 | Fahrzeug                         | Runden |
| --------- | ---------- | -------- | ---------------------------------------------- | ---------------------------------------------------------------------- | -------------------------------- | ------ |
| AT        | 45         | 320      | Four Motors Bioconcept-Car                     | Thomas von Löwis of Menar Thomas Kiefer Smudo Charles Kauffman         | Porsche 911 GT3 Cup II           | 71     |
| BMW M2 CS | 66         | 39       | MSC Wahlscheid e. V. / Keeevin Sports & Racing | Klaus Faßbender Kevin Wolters Guido Wirtz                              | BMW M2 CS                        | 66     |
| CUP 3     | 30         | 306      | Black Falcon Team TEXTAR                       | Ben Bünnagel Max Berlin Florian Naumann Michael Rebhan                 | Porsche 718 Cayman GT4 CS        | 76     |
| CUP X     | 24         | 111      | Teichmann Racing GmbH                          | Georg Griesemann Reinhard Kofler Maik Rönnefarth Yves Volte            | KTM X-Bow GT4                    | 77     |
| Kl. Cup 5 | 30         | 237      | Schnitzelalm Racing                            | Marcel Marchewicz Tim Neuser Fabio Grosse                              | BMW M240i Racing                 | 76     |
| SP 10     | 26         | 70       | Hofor Racing by Bonk Motorsport                | Michael Schrey Claudia Hürtgen Michael Fischer Sebastian von Gartzen   | BMW M4 GT4                       | 76     |
| SP 3      | 60         | 120      | Toyota Gazoo Racing Team Thailand              | Grant Supaphongs Chen Jian Hong Naoki Kawamura                         | Toyota Corolla Altis             | 67     |
| SP 3T     | 50         | 165      | Engstler Motorsport / Hyundai Team Engstler    | Kai Jordan Markus Lungstrass Marc Ehret                                | Hyundai i30 Fastback N           | 70     |
| SP 4      | 73         | 106      | Scuderia Solagon e. V.                         | Sebastian Schemmann Hans Legermann Marc Riebel Philip Ade              | BMW 325i                         | 60     |
| SP 4T     | 53         | 86       |                                                | Alexander Köppen Yann Munhowen Alain Pier Peter Cate                   | Porsche 718 Cayman GTS           | 70     |
| SP 7      | 28         | 65       | Huber Motorsport                               | Philipp Neuffer Hans Wehrmann Johannes Stengel Florian Spengler        | Porsche 911 GT3 Cup              | 76     |
| SP 8      | 70         | 53       | GITI TIRE MOTORSPORT by WS RACING              | Kari-Pekka Laaksonen Kristian Jepsen Jan Sorensen Roland Waschkau      | Audi R8 LMS GT4                  | 62     |
| SP 8T     | 19         | 73       | Walkenhorst Motorsport                         | Daniel Harper Neil Verhagen Max Hesse                                  | BMW M4 GT4                       | 78     |
| SP 9      | 1          | 99       | Rowe Racing                                    | Alexander Sims Nicky Catsburg Nick Yelloly                             | BMW M6 GT3                       | 85     |
| SP-PRO    | 22         | 35       | BLACK FALCON Team IDENTICA                     | Marek Böckmann Tobias Müller Carlos Riva Maik Rosenberg                | Porsche 911 GT3 CUP MR           | 77     |
| SP-X      | 14         | 704      | Scuderia Cameron Glickenhaus                   | Thomas Mutsch Franck Mailleux Felipe Fernández Laser Richard Westbrook | SCG Scuderia Cameron Glickenhaus | 82     |
| TCR       | 20         | 170      |                                                | Dominik Fugel Tiago Monteiro Markus Oestreich Esteban Guerrieri        | Honda Civic TCR                  | 78     |
| V 3T      | 42         | 85       | Team Mathol Racing e. V.                       | Wolfgang Weber Sebastian Schäfer Alexander Fielenbach Immanuel Vinke   | Porsche 718 Cayman S             | 71     |
| V 4       | 56         | 149      |                                                | Jürgen Huber Simon Sagmeister Florian Quante Oliver Frisse             | BMW 325i                         | 68     |
| V 6       | 41         | 132      | Team Mathol Racing e. V.                       | Wolfgang Kaufmann Dorian Boccolacci Andy Christian Soucek Rudolf Rhyn  | Porsche Cayman S                 | 71     |
| V 2T      | 40         | 330      | Pixum CFN Team Adrenalin Motorsport            | Philipp Stahlschmidt Christopher Rink Danny Brink Philipp Leisen       | BMW 330i                         | 72     |

## Übertragung
Wie auch in den Vorjahren berichtete der Fernsehsender Nitro live und nonstop vom 24-Stunden-Rennen. Die Übertragung wurde auch als Livestream im Internet zur Verfügung gestellt. Auch bei der Berichterstattung wurde den durch die COVID-19-Pandemie geänderten Rahmenbedingungen Rechnung getragen. Der Übertragungswagen, die Moderatoren Peter Reichert, Roland Hofmann und Lukas Gajewski sowie weitere Funktionen wie Regie, Grafik und Schnitt blieben mit etwa der Hälfte der insgesamt 80 eingesetzten Mitarbeiter bei der Zentrale der RTL-Senderfamilie in Köln. Vor Ort waren neben dem Moderator Alex Hofmann unter anderem Dirk Adorf, Christian Menzel, Eve Scheer, Lina van de Mars und Anna Nentwig vor der Kamera im Einsatz. Dirk Adorf berichtete live während er im BMW M2 CS Racing des Pixum CFN Team Adrenalin Motorsport über mehrere Runden hinweg das Fahrzeug im Rennen bewegte.
Neben 25 ½ Stunden Dauerbericht vom Hauptrennen übertrug Nitro auch das Top-Qualifying am Freitag live. Die Qualifyings 1, 2 und 3 konnten zudem bei TVNOW abgerufen werden.
Die aktiven Fahrer und Live-Gäste, die während der Übertragung gemeinsam mit den Moderatoren das Rennen kommentieren, wurden live vom Nürburgring dazugeschaltet.